# Žermanice
Žermanice är en ort i Tjeckien. Den ligger i den östra delen av landet, 290 km öster om huvudstaden Prag. Žermanice ligger 268 meter över havet och antalet invånare är 235.
Terrängen runt Žermanice är huvudsakligen platt. Žermanice ligger nere i en dal. Runt Žermanice är det tätbefolkat, med 343 invånare per kvadratkilometer. Närmaste större samhälle är Ostrava, 15,7 km nordväst om Žermanice. Omgivningarna runt Žermanice är en mosaik av jordbruksmark och naturlig växtlighet.